# Harburger Berge
Harburger Berge (Munții Harburg) este o regiune colinară în partea de nord-est a landului Saxonia Inferioară fiind situată la sud de Hamburg, (Germania). Ținutul atinge altitudinea de  155  m deasupra n.m.

## Date geografice
„Harburger Berge” se află la nord-vest de Lüneburger Heide în districtul Harburg. Cuprinde localitățile Eißendorf, Hausbruch, Heimfeld, Marmstorf, Neugraben-Fischbek,  Seevetal, Welle, Otter,  Tostedt, Buchholz, Hollenstedt, Beckdorf, Rosengarten și  Neu Wulmstorf, fiind traversat în est de râul Seeve iar în vest de râul Este.

## Dealuri
- Hülsenberg (155 m), Harburg
- Gannaberg (150 m), district Harburg
- Brunsberg (129 m), district Harburg
- Kiekeberg (127 m), district Harburg, Die Schwarzen Berge
- Hasselbrack (116,1 m), Hamburg
- Fistelberge (107 m), district Harburg, Die Schwarzen Berge
- Flidderberg (107 m), district Harburg, Lohberge